# Liste der Monuments historiques in Merris
Die Liste der Monuments historiques in Merris führt die Monuments historiques in der französischen Gemeinde Merris auf.

## Liste der Objekte
| Bezeichnung                            | Beschreibung                                           | Standort                        | Kennzeichnung | Schutzstatus | Datum | Bild |
| -------------------------------------- | ------------------------------------------------------ | ------------------------------- | ------------- | ------------ | ----- | ---- |
| Ensemble von Bleiglasfenstern          | 1930, von Jacques Grüber                               | in der Kirche St-Laurent (Lage) | PM59006389    | Inscrit      | 1988  |      |
| Reliquienbüste des heiligen Laurentius | Holz, polychrom gefasst und vergoldet, 17. Jahrhundert | in der Kirche St-Laurent (Lage) | PM59006469    | Inscrit      | 1992  |      |